# لا أحد ينام في الإسكندرية (مسلسل)
لا أحد ينام في الإسكندرية هو مسلسل تلفزيوني مُقتبس عن رواية لا أحد ينام في الإسكندرية لإبراهيم عبد المجيد، حيثُ يتناول المسلسل الإسكندرية وما حدث فيها أثناء الحرب العالمية الثانية من خلال دراما اجتماعية تشويقية مليئة بالأحداث والشخصيات التي تعاني من جراء الحرب وما حدث في تلك المدينة من صراعات.
صُورَ المسلسل في عام 2006، وتحدثت وسائل الإعلام آنذاك بأنَّ هذا المسلسل يُعتبر من الأعمال الأعلى تكلفة في تاريخ مدينة الإنتاج الإعلامي.

## طاقم العمل
شاركَ في المسلسل عددٌ من الممثلين، ومنهم: ماجد المصري ومعالي زايد وأحمد راتب وريهام عبد الغفور وعمرو سعد وطارق لطفي وحنان مطاوع ومي كساب وسهير المرشدي والسيد راضي وسلوى خطاب وأحمد سلامة ومادلين طبر وماجدة الخطيب وحنان سليمان وغيرهم.
عمل الفنان هاني شاكر على تسجيل رباعيات المسلسل والتي كان من الشاعر بهاء الدين محمد وألحان الفنان عمار الشريعي.

## أحداث المسلسل
تدور أحداث المسلسل حول المآسي التي عايشتها مدينة الإسكندرية وسكانها خلال الحرب العالمية الثانية، حيث كانت قد تعرضت لغاراتٍ من الجيوش الألمانية والإيطالية، وذلك باعتبارها مقرًا للقوات الإنجليزية التي كانت تحتل مصر آنذاك، مما سبب بوفياتٍ كثيرة ودمارٍ في كل مكان.
يُركز المسلسل على عددٍ من القضايا الهامة في الساحة المصرية مثل وحدة النسيج الوطني والعلاقة بين المسلمين والأقباط.

## روابط خارجية
- لا أحد ينام في الإسكندرية على موقع قاعدة بيانات الأفلام العربية